# Campeonato Mundial de Ciclismo en Ruta de 1938

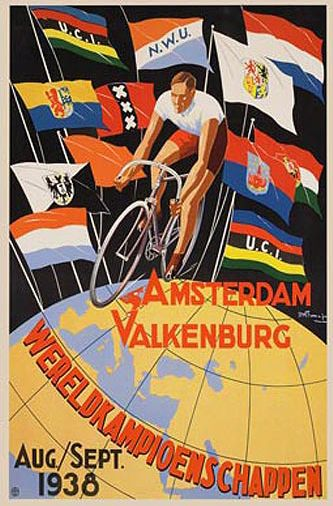
Cartel anunciador de los Campeonatos Mundiales de Ciclismo de 1938

Los Campeonatos del mundo de ciclismo en ruta de 1938 se celebró en la localidad holandesa de Valkenburg el 5 de septiembre de 1938. 

## Resultados
| Evento                     | Oro                   | Oro        | Plata                | Plata | Bronce               | Bronce |
| -------------------------- | --------------------- | ---------- | -------------------- | ----- | -------------------- | ------ |
| Pruebas masculinas         |                       |            |                      |       |                      |        |
| Hombres - carrera en línea | Marcel Kint · Bélgica | 7h 53' 25" | Paul Egli · Suiza    | m.t.  | Leo Amberg · Suiza   | m.t.   |
| Amateur - carrera en línea | Hans Knecht · Suiza   | 4h 51' 59" | Josef Wagner · Suiza | -     | Jan Demmenie Francia | -      |